# Pé Vermeersch
Petra (Pé) Vermeersch (Izegem, 1969) is een Belgische danseres, choreografe en beeldend kunstenaar.

## Biografie
Vermeersch startte op 17-jarige leeftijd als presentatrice, actrice, moderator en reporter bij de Vlaamse Radio en Televisie (VRT). Daarop studeerde ze Wijsbegeerte aan de Universiteit Gent en de Vrije Universiteit Brussel wat ze combineerde met het werk van actrice in de theatergezelschappen Blauw 4, Ensemble Leporello, Victoria en Nieuwpoorttheater.
Na haar studies in de Wijsbegeerte volgde ze verschillende workshops Hedendaagse en Klassieke dans en verrichtte onderzoek met verschillende beurzen van de Honda Foundation, Europalia Nipon Kinen, de Vlaamse Gemeenschap en het Japanse agentschap voor culturele Zaken Bunka-chō naar zowel het traditionele Japanse Noh theater als de klassieke Indische dansvorm Kathakali. Daarbij studeerde en werkte ze samen met de Japanse Butoh-meesters Masaki Iwana, Akira Kasai en Min Tanaka.
Organiseerde vanaf 1995 workshops en performances in haar studio te Brussel, later Gent en sinds 2005 in Kortrijk. Ook actief als gastdocente in verschillende centra voor hedendaagse dans waaronder het Théatre de la Cité Internationale , L'Académie Fratellini en het Centre National De La Danse in Parijs. Startte in 2006 haar eigen dansgezelschap 'Radical HeArts' met Angela Babuin en Mira Walschot als vaste dansers. Werkte voor haar producties vaak samen met muzikant Peter Clasen en met kostuumontwerper Anita Evenepoel. Opende in 2019 in Kortrijk samen met haar echtgenoot en kunsthistoricus Paul Vandenbroeck het kunstenhuis 'Salon Radical'.

## Besprekingen van haar werk
"Pé Vermeersch does not chose for big breakpoints. Her aim is somewhere else. From a space she entitles as a ‘reflection space’ she makes perceive this human being, entering in conflict to itself, to the others, in a hostile environment. And this she achieves with the tension of the nudity.
The bodily nudity. Totally alone and totally naked she moves in a white space, demarcated in the white walled hollow space. A white adhesive tape carefully marks off the conventional ‘stage’ from the void.
No support other than the self. No liberating music that could make this tension more bearable. No sound except for her breath, for her body hitting the dance floor, for the light slap of the coming down, for a kind of wailing chant or psalm she breaks into at a few moments … Some deafening sound flashes of a few seconds at the most, cleaving like a knife the performance’s athmosphere, round out the soundscape." (de journaliste Angélica Tanarro in een bespreking van de voorstelling' Blonds have no soul' in het Spaanse dagblad El Norte de Castilla, 2005]
“This kind of spectacle, so original, creative, elegiac, multidisciplinary, so wholly different of contemporary dance  and of the complete theatre history of the past centuries that another word than ‘dance’ should be invented to describe this performance, unless ‘dance’ comprises every truly living spectacle”.
(Jean-Gabriel NANCEY in het Frans dansmagazine 'Dance Europe', n°270, 2012, p. 55)

## Voorstellingen met dansgezelschap Radical HeArts
- 1993: Een rede over de mythe van de zuiverheid van de jeugd
- 1994: Alles aan hem was mooi , zei ze
- 1994: De dans der smoelen
- 1995: Glijdend
- 1997: Salomé zag Iokanaan
- 1998: Deianira, a greek tragedy
- 1999: L’amour Beach Resort
- 2000: Blindwiijs
- 2000: Desertscapes
- 2000-2011: Blondes have no soul [4]
- 2005: Watch out ! dancers !
- 2005: Zielewind
- 2005: The Nijinsky songs
- 2007: Dirty Elphins
- 2008: Pregnancy level 8
- 2009-2011: Het Orgelt / mijn lijf (met Jan Vermeire)
- 2009-2011: Making the Skies move (met Jan Michiels)
- 2011-2014: Wat weeft in mij
- 2014: Dance for a free spirit
- 2014: Time to with.draw
- 2015: Doorntuin / Garden of thorns
- 2015-2016: Bodies of Lace
- 2017: Encounters (met Paul Vandenbroeck)[5]
- 2019: Desertscapes
- 2020-2021: Ademrood[6]

## Voorstellingen met andere gezelschappen
- 1992-1994: danser in het dansgezelschap MAMU van Tadashi Endo in Göttingen, Duitsland
- 1992-1994: Belgische Improvisatie Liga (BIL)
- 1993: Ja wacht door het Nieuwpoorttheater onder een regie van Alain Platel
- 1993: Leonce en Lena door theatercompagnie Blauw Vier
- 1994: Ovalium door het Nieuwpoorttheater onder een regie van Stef Cafmeyer
- 1994: Cyaankali door en met Eric De Volder[7]
- 1997-1999: Ubu roi door Muziektheater Tirasilla
- 1997-1999: L’escurial door Muziektheater Tirasilla
- 1997-1999: And not alone the lips door Muziektheater Tirasilla
- 1998-1999: De sid door Ensemble Leporello
- 1999: Pollen door en met Akira Kasai op het San Francisco Butoh Festival in San Francisco, Verenigde Staten
- 2000: Nobody's Eve door en met Akira Kasai in de Biwa Hall in Kyoto, Japan
- 2000: Venus and Adonis door en met Min Tanaka in de NHK Hall in Tokyo, Japan

## Werk voor radio en televisie
- 1986: Bingo[8] (muziekprogramma op de Belgische Radio en Televisie)
- 1987-1988: Schooltv (Belgische Radio en Televisie)
- 1988: Imago (radioprogramma op de Belgische Radio en Televisie)
- 1999: Kilimanjaro (Belgische Radio en Televisie)
- 2000: X-Press (Belgische Radio en Televisie)

## Beeldend werk
- 2005: Solotentoonstelling in Menen
- 2005: Solotentoonstelling in Evergem
- 2005: Solotentoonstelling in Antwerpen
- 2006: Groepstentoonstelling 'Gorgel' in het KMSKA in Antwerpen
- 2008: 4 schilderijen aangekocht door het gemeentebestuur van Lendelede.[9]
- 2006: Groepstentoonstelling 'Hyle' in het Roger Raveelmuseum
- 2015: Groepstentoonstelling in De Ververij in Ronse
- 2017: Groepstentoonstelling 'Encounters' in het MAS in Antwerpen